# 白鍬
白鍬（しらくわ）は、埼玉県さいたま市桜区の大字。郵便番号は338-0811。

## 地理
埼玉県さいたま市桜区最北端の沖積平野に位置する。コの字を逆にしたような形をしており、西に鴨川、東に白神川が流れている。鴨川流域に自然堤防がある。東側を中央区八王子、南側を神田や宿、西側を在家や西区島根、北側を大宮区三橋や中央区円阿弥と隣接する。地内は全域が市街化区域に指定されている。北部は白鍬電建住宅として造成され住宅が整然と立ち並ぶ。かつては農地が多く広がっていた農業地域であったことから比較的開発が容易であった。与野本町駅へは東へ2.5キロほどで徒歩ではやや遠いものの、与野本町駅へのバス本数も多いことから全体的に住宅が多い。当地より南西の荒川河川敷の大字塚本付近には飛び地がある。

### 小字
- 合下鎌[8]、木畔、仲道、宮腰、町田、猿ヶ谷、上下横手、宮田、八貫野

### 地価
住宅地の地価は、2015年（平成27年）1月1日の公示地価によれば、白鍬字猿ヶ谷767番5の地点で14万3000円/m2となっている。

## 歴史
もとは江戸期より存在した武蔵国足立郡植田谷領に属する白鍬村で、古くは南北朝期（応安2年）頃より見出せる「しらくハ」であった。白鍬は正保年間の『武蔵国田園簿』では白桑とも書かれた。村高は『武蔵田園簿』や『元禄郷帳』では284石余、『天保郷帳』では300石余。化政期の戸数は32軒で、村の規模は東西2町、南北10町であった。
- 発足当初は幕府領、正保年間頃より知行は旗本小笠原・玉虫両氏による相給であったが、後に知行は旗本小笠原および幕府領となった[4][9]。なお、八貫野の持添新田は幕府領である。検地時期は不詳[9]。
- 幕末時点では足立郡白鍬村であった。明治初年の『旧高旧領取調帳』の記載によると、代官大竹左馬太郎支配所が管轄する幕府領と旗本小笠原靭負の知行であった[10]。
- 1868年（慶応4年）6月19日 - 幕府領が武蔵知県事・山田政則（忍藩士）の管轄となる。
- 1869年（明治2年） 
  - 1月13日 - 武蔵知県事・宮原忠英の管轄区域に大宮県を設置、同県の管轄となる。県庁は東京府馬喰町に置かれる。
  - 9月29日 - 県庁が浦和に置かれ浦和県に改称。
  - 12月2日 - 旗本領が上知され、浦和県の管轄となる（府藩県三治制も参照）。
- 1871年（明治4年）11月13日 - 第1次府県統合により埼玉県の管轄となる。
- 1879年（明治12年）3月17日 - 郡区町村編制法により成立した北足立郡に属す。郡役所は浦和宿に設置。
- 1889年（明治22年）4月1日 - 町村制施行に伴い、北足立郡白鍬村は北足立郡上大久保村・下大久保村・五関村・植田谷領領家村・植田谷領在家村・宿村・塚本村・神田村・植田谷本村新田の一部と合併し、大久保村になり[11]、大久保村の大字白鍬となる。
- 1955年（昭和30年）1月1日 - 大久保村が土合村とともに浦和市へ編入され[12]、浦和市の大字となる。
- 1960年（昭和35年）
  - 3月25日 - 地内の「権現塚古墳」が市指定史跡に指定される[13]。
  - 3月31日 - 地内の「かね山古墳」が市指定史跡に指定される[14]。
- 1962年（昭和37年） - 大字白鍬の一部を与野市へ編入し、与野市大字八王子・円阿弥を大字白鍬に編入する[4]。
- 1971年（昭和46年）2月12日 - 地内の「白鍬塚山古墳」が市指定史跡に指定される[15]。
- 2001年（平成13年）5月1日 - 浦和市が大宮市、与野市と合併しさいたま市となり、さいたま市の大字となる。
- 2003年（平成15年）4月1日 - さいたま市が政令指定都市へ移行し、さいたま市桜区の大字となる。

## 世帯数と人口
2017年（平成29年）9月1日現在の世帯数と人口は以下の通りである。
| 大字 | 世帯数    | 人口    |
| ---- | --------- | ------- |
| 白鍬 | 3,172世帯 | 7,218人 |

## 小・中学校の学区
市立小・中学校に通う場合、学区（校区）は以下の通りとなる。
| 番地 | 小学校                   | 中学校                   |
| --- | ------------------------ | ------------------------ |
| 205〜216番地、218〜231番地、232番地1、233番地 234番地1・5〜10、235番地1・5〜7、236番地1・3〜4 237〜243番地、261〜564番地、590〜616番地 711〜715番地、717〜720番地、723〜733番地 736〜757番地 | さいたま市立大久保小学校 | さいたま市立大久保中学校 |
| その他 | さいたま市立神田小学校   | さいたま市立大久保中学校 |

## 交通
地内に鉄道は敷設されていない。JR埼京線与野本町駅が最寄りとなるが、字猿ケ谷767番地5の地点よりおよそ2.5 kmとやや離れている。

### 道路
地内に国道や主要地方道・一般県道は通っていない。
- 白神通[17]
- 白鍬通
- 天神通

## 寺社・史跡
- 大久保古墳群[6]
  - 白鍬塚山古墳[4][18] - 市指定史跡
  - かね山古墳 - 同上
  - 権現塚古墳 - 同上
  - 遊び塚古墳（御岳山古墳）
- 白鍬遺跡 - 祭祀遺跡として知られる。1965年（昭和40年）、偶然に須恵器、土師器が大量に発見されて以降、1989年（平成元年）の発掘調査では古墳跡が発見された。
- 慶福寺

## 施設
- 淑徳与野高等学校第二体育館
- 淑徳与野幼稚園
- 県営浦和しらくわ団地
- 浦和白鍬郵便局
- 白鍬南自治会館
- 市立白鍬保育園
- 白鍬電建自治会館
- 白鍬氷川会館
- 白鍬第一公園
- 白鍬第二公園
- 白鍬第三公園
- 白鍬公園